# スプリット (映画)
『スプリット』（Split）は、2016年のホラー・スリラー映画。M・ナイト・シャマラン監督。多重人格者の犯人に誘拐された女子高生を描く。
エピローグにおいて2000年公開の『アンブレイカブル』の主人公であるデヴィッドが登場し、本作と共通の世界であることが明かされる。『アンブレイカブル』と本作を踏まえた内容で2019年公開の『ミスター・ガラス』にストーリーが続いている。

## あらすじ
父親亡き後、引き取られた叔父に性的虐待を受け、学校では人と距離を置いた日々を送る女子高生ケイシー・クックは、クラスメイトのクレア、マルシアと共に誘拐されてしまう。監禁場所は居住できる最低限の設備こそあるが窓のない部屋で、容易には脱出できそうにない。誘拐犯は姿を現す度に様子が変わり、ケイシーは彼が解離性同一性障害（多重人格）であると気付く。ケイシーは子供人格ヘドウィグから情報を引き出すと、板で隠されていたダクトを発見する。しかし、脱出を試みたクレアは間もなく男性人格デニスに見つかり、倉庫部屋に隔離されてしまう。マルシアも女性人格パトリシアの隙を付いて脱出を図るが失敗し、クレアとは別の倉庫部屋に隔離されることになる。
精神科医のカレン・フレッチャー医師は解離性同一性障害の専門家であり、彼らが持つ人間の可能性を信じて好意的に研究を行っていた。誘拐犯ことケビンもフレッチャー医師の患者であり、彼女は主導権を握る人格バリーから、ケビンの中にいる23の人格の特徴を全て聞き出している。ある日、フレッチャー医師は連日夜中に「至急会いたい」とメールを送ってくるケビンを不審に思うと、いざ会いに来たのがバリーの振りをしたデニスであると見抜く。指摘されても頑なにバリーだと主張するケビンだが、フレッチャー医師がデニスの存在を肯定すると、遂にデニスであることを認めて対話に応じる。デニスは自分達だけがケビンを守れると語り、そのために24番目の人格“ビースト”が必要だと信じていた。
1人になったケイシーはヘドウィグから求められて交流する中で、彼が隠し持っていたトランシーバーを見せられる。手にとって弄ると仕事中らしき男が応答するが、助けを求めても信じてもらえない。そうこうしている内に、ヘドウィグに代わって出てきたパトリシアによってトランシーバーは取り上げられ、ケイシーは監禁部屋に戻される。
深夜、大量のバリー名義のメールを受け取ったフレッチャー医師はケビンの居場所を訪れ、デニスの部屋に迎え入れられる。「“ビースト”によって異形の怪物になれる」と主張するデニスに対し、フレッチャー医師は「人間のなれるものには限界がある」と否定的な意見を述べる。直後、フレッチャー医師は「“ビースト”は不純な若者を食べる」という話を思い出すと、トイレを借りる振りをして他の部屋を探索し、倉庫部屋で参っているクレアを発見する。すぐに現れたデニスはフレッチャー医師をスプレーで昏睡させると外出し、“ビースト”がいるという車両基地に向かう。忍び込んだ電車の中で横たわった彼は、やがて体を起こすと超人的な身体能力を発揮して移動を開始する。彼が不在の間に目覚めたフレッチャー医師は、満足に動けないながらもケビン本来の人格を呼び出すキーワードを書き残すが、帰ってきたビーストによって殺されてしまう。
一方、なんとか部屋からの脱出に成功したケイシーだが、既にマルシアは無残な姿になっており、クレアもビーストに襲われている最中だった。ケイシーは逃げ込んだ部屋でフレッチャー医師の書き置きを発見し、ケビンの本名「ケビン・ウェンデル・クラム」を唱えることで彼本来の人格を呼び起こすことに成功する。怯えるケイシーからフレッチャー医師を殺したのが自分だと知らされたケビンは事情を察し、ショットガンと弾の保管場所を教え、それで自分を殺すようケイシーに頼む。すると立て続けにジェイド、オーウェル、バリーが現れて思い止まるように求めた後、ヘドウィグを経由してパトリシアに代わり、最終的にビーストが現れる。
傷つきながらもショットガンで応戦し、檻の中へ逃げ込んだケイシーは最後に残った2発の弾丸をビーストに撃ち込むが、ビーストは傷ついたものの平気で立ち上がり、檻の格子を力任せにひしゃげて彼女を殺そうと迫ってくる。その時、ケイシーが破れたシャツを脱いでいたことで、彼女の体中に残された多くの傷跡が見えるようになっていた。ビーストはケイシーの悲惨な過去や日常的に虐待を受けていることを察すると、彼女を純粋な者と見なして何もせず、その場から去っていく。
朝になり、ケイシーは作業員らしき男に発見される。外に運び出されると、そこはフィラデルフィア動物園だった。警察に保護された彼女は、叔父と帰宅する準備ができていると伝えられると、強い眼差しで警官を見つめ返す。その頃、廃墟の一室ではデニス、パトリシア、ヘドウィグがビーストの強大な力に喜び合い、その力を世界に示すことを決めていた。
とある食堂で、ケビンの事件を報道する番組を見ていた女性店員は、犯人にあだ名が付けられるなどの共通点から、15年前にあった車椅子の犯罪者の事件に似ていると言及する。彼女がその名前を思い出そうとしていると、すぐ傍の席に座っていたデヴィッド・ダンが「ミスター・ガラス」だと教える。

## 登場人物
ケビン・ウェンデル・クラム / “群れ”
3歳の頃から母親による虐待を受けていた影響で、自身を守るために23の人格を持つ多重人格者となってしまった男性。実は24番目の人格として“ビースト”が存在するが、ほとんどの人格からは存在を認識されていない。
後に事件が報道される際、24もの人格を持つことから警察関係者に「“群れ”」というあだ名で呼ばれていることが発覚する。
ケビン
彼本来の人格。副人格達に主導権を握られてしまい、2014年9月18日以降の記憶が全くない。動画ファイルの番号は4番。
バリー
ファッション・アート好きで社交的な人格。表に出る（体を動かす）権利である“照明”を管理するリーダーで、フレッチャー医師との面会も担当する。デニスとパトリシアがある考えを抱いてからは、2人に“照明”を渡さないようにしていた。動画ファイルの番号は1番。
デニス
男性人格。強迫性障害で極度の潔癖症。若い女性が裸で踊る様を見ることを好む。パトリシアと協力してある目的を果たそうとしており、ヘドウィグを仲間に引き入れて誘拐を主導した。カルテ及び動画ファイルの番号は8番。
パトリシア
女性人格。女性らしい細やかさや優しい態度を見せるが、サンドウィッチを上手く切れなかっただけで強い苛立ちを見せるなど、狂気的な一面も持つ。カルテ及び動画ファイルの番号は11番。
ヘドウィグ
男性人格。9歳の子供で無邪気だが、頭は切れる。ある時から自由に“照明”の中に立てるようになり、バリーの行動を封じることも可能になった。カルテ及び動画ファイルの番号は9番。
オーウェル
歴史オタク。主張を歴史に例えるため話が小難しくて長い。バリーと同様に、デニスとパトリシアの行動を危惧していた。動画ファイルの番号は3番。
ジェイド
“照明”を得ると体が糖尿病を患うため、自分だけインスリン注射が欠かせないことを不満に思っている。動画ファイルの番号は2番。
サミュエル（20番）、ハインリック（5番）
フレッチャー医師がメール送信者の候補に挙げた人格。登場はしない。番号は動画ファイルの物。
ノーマ（6番）、ゴダード（7番）、バニース（10番）、ポリー（12番）、ルーク（13番）、ラケル（14番）、フェリダ（15番）、アンセル（16番）、ジェイン（17番）、カット（18番）、B.T（19番）、メアリー・レイノルズ（21番）、イアン（22番）、Mr.プリチャード（23番）
その他の人格。登場はしない。番号は動画ファイルの物。
ビースト
24番目の人格。他の人格と違って“照明”周りの椅子に座っておらず、ある事情から車両基地にいるとされる。素早い動きや圧倒的なパワーを発揮できる他、刃物を通さず弾丸が貫通しない強靭な肉体に変化するが、“照明”を得る際に他の人格より時間がかかる。身体能力は複数の動物がモチーフになっている。
ケイシー・クック
誘拐された3人の女子高生の1人。クラスでわざと孤立する浮いた存在。今は亡き父親に狩りの仕方を教えられており、難なく銃を扱える。誘拐された状況でも冷静さを失わず、観察力に優れる上に機転も利く。保護者である叔父に虐待されている。
カレン・フレッチャー医師
解離性同一性障害を研究する精神科医。患者であるケビンをカウンセリングすると共に研究している。彼の中にいる23の人格に詳しく、バリーの振りをするデニスを看破するほど。
クレア・ブノワ
誘拐された3人の女子高生の1人。ケイシーのクラスメイトで、クラスの人気者。ケイシーがいじめられないよう誕生パーティーに招待した。
マルシア
誘拐された3人の女子高生の1人。ケイシーのクラスメイトで、クレアの親友。デニスに1人だけ部屋から連れ出された際、ケイシーのアドバイス通りわざと失禁して抵抗し、難を逃れる。
ジョン叔父さん
ケイシーの父の弟で、現在はケイシーの保護者。兄の存命中からケイシーに性的虐待をしている。
ケイシーの父
幼い娘に狩りの仕方を教えていた。心臓発作により、幼いケイシーを残して死亡している。
ジャイ
フレッチャー医師の助手。
デヴィッド・ダン / “監視人”
映画『アンブレイカブル』の主人公。

## キャスト
| 役名                       | 俳優                           | 日本語吹替     | 日本語吹替 |
| 役名                       | 俳優                           | ソフト版       | 機内上映版 |
| -------------------------- | ------------------------------ | -------------- | ---------- |
| ケビン・ウェンデル・クラム | ジェームズ・マカヴォイ         | 内田夕夜       | 猪野学     |
| ケイシー・クック           | アニャ・テイラー＝ジョイ       | 志田有彩       |            |
| カレン・フレッチャー       | ベティ・バックリー             | 久保田民絵     | 此島愛子   |
| クレア・ブノワ             | ヘイリー・ルー・リチャードソン | あんどうさくら |            |
| マルシア                   | ジェシカ・スーラ               | 大地葉         |            |
| 5歳のケイシー              | イジー・コッフィ               |                |            |
| ジョン叔父さん             | ブラッド・ウィリアム・ヘンケ   |                |            |
| ケイシーの父               | セバスチャン・アーセラス       |                |            |
| ジャイ                     | M・ナイト・シャマラン          |                |            |
| デヴィッド・ダン           | ブルース・ウィリス             | 磯部勉         | 菅生隆之   |

## 評価
レビュー・アグリゲーターのRotten Tomatoesでは311件のレビューで支持率は77%、平均点は6.50/10となった。Metacriticでは48件のレビューを基に加重平均値が62/100となった。

## 続編
本作が公開される前から、シャマランは続編の製作に意欲を示していた。ただし、続編を製作するには本作が興行的成功を収める必要があるとも語っていた。本作のラストシーンに関して、シャマランは「あのシーンはデヴィッドがミスター・ガラスが正しかった―つまり、この世界には超能力を持った者がいる―ということを確信したシーンでもあった」と説明している。
2017年2月、本作の興行的成功と批評的成功を受け、シャマランは続編の製作を開始すると正式に発表した。4月27日にはシャマランが自身のTwitterで続編の脚本の完成とそのタイトルが『Glass』になったことを報告した。『Glass』は2019年1月18日の公開を目指して製作され、ブルース・ウィリス、サミュエル・L・ジャクソン、ジェームズ・マカヴォイ、アニャ・テイラー＝ジョイの4名が続投することになっている。